# Skobełewe
Skobełewe (ukr. Скобелеве) – wieś na Ukrainie, w obwodzie mikołajowskim, w rejonie basztańskim, w hromadzie Wołodymyriwka. W 2001 liczyła 239 mieszkańców.